# Hans Christian Gram
Hans Christian Joachim Gram (13 de setembro de 1853 — 14 de novembro de 1938) foi um bacteriologista da Dinamarca. Filho de Frederik Terkel Julius Gram, um professor de jurisprudência, e Louise Christiane Roulund. Gram estudou botânica na Universidade de Copenhagen e foi assistente em botânica do zoólogo Japetus Steenstrup. Seu interesse por plantas o introduziu às bases da farmacologia e o uso do microscópio.
Entrou na Escola de Medicina em 1888, graduando-se em 1893. Em Berlim (1884) desenvolveu um método para colorir e distinguir entre duas classes de bactérias, o Método de GRAM, que ainda hoje é um procedimento padrão na microbiologia.